# Ordine dell'infante Dom Henrique
L'Ordine dell'infante Dom Henrique (in portoghese Ordem do Infante Dom Henrique), detto anche Ordine del principe Enrico il Navigatore, è un ordine cavalleresco del Portogallo.

## Storia
L'Ordine venne creato il 2 giugno 1960 per commemorare il V centenario della nascita dell'infante Don Henrique, meglio conosciuto col nome di Enrico il Navigatore, quinto figlio del re Giovanni I del Portogallo e della regina Filippa di Lancaster.
Esso viene conferito a quanti si siano distinti in Portogallo o all'estero a favore della patria e a favore della diffusione della cultura portoghese, con particolare rilevanza a quella marittima. Esso può essere altresì conferito a sovrani o capi di Stato stranieri in segno di amicizia. Il numero dei cavalieri è estremamente ristretto e le onorificenze vengono conferite direttamente dal gran maestro dell'Ordine, il presidente della Repubblica portoghese.

## Classi
L'Ordine dispone delle seguenti classi di benemerenza a dei post nominali qui indicati tra parentesi:
- Gran Collare (Grande-Colar - GColIH)
- Gran Croce (Grã-Cruz - GCIH)
- Grand'Ufficiale (Grande-Oficial - GOIH)
- Commendatore (Comendador - ComIH)
- Ufficiale (Oficial - OIH)
- Cavaliere/Dama (Cavaleiro - CvIH / Dama - DmIH)

C'è anche una Medaglia d'oro (Medalha de Ouro - MedOIH) e una Medaglia d'argento (Medalha de Prata - MedPIH).
| Nastri          |            |              |
| Cavaliere/Dama  | Ufficiale  | Commendatore |
| Grand'Ufficiale | Gran Croce | Gran Collare |

## Insegne
- La medaglia dell'Ordine consiste in una croce greca d'oro smaltata di rosso scuro.
- La placca è costituita da una stella d'oro raggiata avente al centro un disco smaltato di bianco con impressa una croce greca d'oro smaltata di rosso scuro, attorniata da un anello smaltato di nero con inciso in oro il motto "Talent de bien faire" e corone d'alloro.
- Il nastro è composto di tre strisce colorate: una blu, una bianca ed una nera.

## Insigniti di gran collare dell'Ordine
- Mobutu Sese Seko, dittatore della Repubblica Democratica del Congo
- Juan Carlos I di Spagna, re di Spagna
- Valéry Giscard d'Estaing, presidente di Francia
- Cristiano Ronaldo, calciatore portoghese[1]
- Baldovino I del Belgio, re del Belgio
- Samora Moisés Machel, presidente del Mozambico
- Hosni Mubarak, presidente dell'Egitto
- Angelo de Mojana di Cologna, gran maestro del Sovrano militare ordine di Malta
- François Mitterrand, presidente di Francia
- Rudolf Kirchschläger, presidente d'Austria
- Margherita II di Danimarca, regina di Danimarca
- Jean di Lussemburgo, granduca di Lussemburgo
- Aristides Pereira, presidente di Capo Verde
- Carlo XVI Gustavo di Svezia, re di Svezia
- Richard von Weizsäcker, presidente di Germania
- Francesco Cossiga, presidente d'Italia
- Fra Andrew Willoughby Ninian Bertie, gran maestro del Sovrano militare ordine di Malta
- Chrīstos Sartzetakīs, presidente di Grecia
- Brunó Ferenc Straub, presidente d'Ungheria
- Beatrice dei Paesi Bassi, regina dei Paesi Bassi
- Mauno Henrik Koivisto, presidente della Finlandia
- Joaquim Alberto Chissano, presidente del Mozambico
- Hassan II del Marocco, re del Marocco
- Lech Wałęsa, presidente della Polonia
- Nelson Mandela, presidente del Sudafrica
- Aleksander Kwaśniewski, presidente della Polonia
- Akihito, imperatore del Giappone
- Roman Herzog, presidente della Germania
- Jacques Chirac, presidente di Francia
- Constantinos Stephanopoulos, presidente di Grecia
- Alberto II del Belgio, re del Belgio
- Milan Kučan, presidente della Slovenia
- António Manuel Mascarenhas Gomes Monteiro, presidente di Capo Verde
- Generale Vasco Joaquim Rocha Vieira
- Pedro Pires, presidente di Capo Verde
- Arnold Rüütel, presidente dell'Estonia
- Vaira Vīķe-Freiberga, presidente della Lituania
- Harald V di Norvegia, re di Norvegia
- Heinz Fischer, presidente dell'Austria
- Abdullah Gül, presidente della Turchia
- ʿAbd al-Fattāḥ al-Sīsī, presidente dell'Egitto
- Guglielmo Alessandro dei Paesi Bassi, re dei Paesi Bassi
- Máxima dei Paesi Bassi, regina consorte dei Paesi Bassi
- Frank-Walter Steinmeier, presidente della Germania
- Filippo del Belgio, re dei Belgi
- Mathilde d'Udekem d'Acoz, regina consorte dei Belgi
- João Lourenço, presidente dell'Angola
- Martín Vizcarra, presidente del Perù
- Kersti Kaljulaid, presidente dell'Estonia
- Mario Draghi, presidente della Banca centrale Europea
- Madjer, giocatore della Nazionale di beach soccer del Portogallo
- Shusaku Endo, scrittore giapponese
- Borut Pahor, presidente della Slovenia
- Angela Merkel, cancelliere della Repubblica di Germania
- Katerina Sakellaropoulou, presidente della Repubblica Ellenica
- Rumen Radev, presidente della Bulgaria
- Aníbal Cavaco Silva, ex presidente della Repubblica portoghese
- Nikos Anastasiadīs, presidente della Repubblica di Cipro
- Katalin Novák, presidente dell'Ungheria
- Egils Levits, presidente della Lettonia
- Abdelmadjid Tebboune, Presidente dell'Algeria
- Miguel Díaz-Canel, Presidente della Repubblica di Cuba
- Nana Akufo-Addo, Presidente del Ghana